# سانتا باربارا (كاليفورنيا)
سانتا باربارا هي مدينة في مقاطعة سانتا باربارا. يجاورها عدة بلدات صغيرة، منها: كاربينتيريا، غوليتا، سمرلاند، هوب رانش، منتسيتو.
تقع المدينة ما بين حد المحيط الهادئ وما بين جبال اينيز. ويصنف مناخها كمناخ متوسط معتدل. وحسب تعداد عام 2010 يسكن بها ما يقارب 88,410 نسمة.

## الثقافة والفن
تمتلك سانتا باربرا عدة مسارح ودور سينما. منها مسرح أرلينقتون الذي يعتبر أكبر مسرح مغلق في المدينة؛ نظرا لاستيعابه عدد ألفي مقعد، تعرض فيه الأفلام السينمائية، ويقام فيه أيضا كل عام مهرجان سانتا باربرا الدولي للأفلام. 
وفي المدينة يقع المبنى التاريخي القديم لوبيرو، والذي يحتوي على صالة سينما وممر يقام فيه الحفلات والمناسبات الصغيرة Lobero Theatre تم بناؤه عام 1873 م
ويزين المدينة مسرح غرناطة الذي يقع في أطول مبنى في سانتا باربرا، والذي تم بناؤه عام 1924، وتمت إعادة تزيينه وترميمه في سنة 2008
في كل عام، يقام في شهر أبريل وحتى أكتوبر ما يقارب 27 حفلة موسيقية وعروض مسرحية وكوميدية في المسرح المفتوح في سانتا باربرا باول Santa Barbara Bowl هذا المكان يتسع لعدد 4562 شخص. ويتم تنظيم المهرجانات والاحتفالات من قبل الجمعية الخيرية غير الربحية التابعة للمسرح Santa Barbara Bowl Foundation
وفي كل عام أيضا، يقام في شهر أغسطس ما يسمى بمهرجان الأيام الأسبانية القديمة، والذي يتم تنظيمه تحت إشراف جمعية أبناء وبنات السكان الأصليين.أما في شهر يوليو، فيقام أكبر مهرجان فرنسي في غرب الولايات المتحدة.

## السياحة
تعتبر هذه المدينة وجهة رئيسية للمصطافين من كل أنحاء العالم، وذلك لاعتدال الطقس فيها، وجمال شواطئها، وما يزين بناء المدينة بالشكل الأسباني. تدعم هذه السياحة المدينة بمليار دولار سنوي تقريبا.
تحتوي المدينة على ما يقارب 690 مطعما ومحلات قهوة (منها مطعم زيتون اللبناني)، وعدة حدائق ومنتزهات خضراء منها:آلامدا، إلينقز، بارما، دوغلاس، سكوفيلد.

## التعليم
جامعة كاليفورنيا وتختصر بـ UCSB، كلية وستمونت، جامعة أنتيوتش، كلية المجتمع بسانتا باربرا وتختصر بـ SBCC

## المواصلات
المدينة تقع على امتداد الطريق السريع 101، والذي يسهل اتصالها بشمال الولاية وحتى سان فرانسيسكو، وجنوبا إلى لوس انجلوس وسان دييغو.
يوجد في المدينة مطار محلي يخدم المسافرين من وإلى عدة محطات منها: سان فرانسيسكو، لوس أنجلوس، فينيكس، سياتل.
كما يخدم المدينة محطة القطار أمتراك التي توصل المسافرين بعدة مدن داخل الولاية وخارجها، كما يخدمها شبكة الباصات الداخلية MTD.

## بعض المشاهير الذين يمتلكون منازل في سانتا باربرا
- أوبرا وينفري، روب لوي، جوليا دريفس، جون كليس،الأمير السعودي محمد بن فهد بن عبد العزيز، براد بيت، كيم كردشيان، ووبي غولدبرغ مايكل جاكسون
- سانتا باربارا، ومنظر نحو الميناء من أعلى مبنى محكمة المقاطعة، والتي تبين سقوفها المغطاة بالقرميد الأحمر المميز...
- أول فندق 6 , في سانتا باربارا
- عرض لسانتا باربارا من سلسلة جبال سانتا ينز
- شروق الشمس، ومنظر عبر المحيط الهادئ من تلال سانتا باربارا، نحو جبال سانتا مونيكا.
- مشهد لمنظر غروب الشمس في سانتا باربارا فوق المحيط.
- مكتبة سانتا باربارا العامة
- سانتا باربارا، ونظرة من الغرب والشمال الغربي من برج محكمة المقاطعة، مع كنيسة سانتا باربرا وسان ماركوس تظهر في الأفق
- فيديو لكنيسة سانتا باربارا (1 دقيقة, 29 ثانية.)
- راكبو الامواج في سانتا باربارا